# Орпен, Уильям
Сэр Уильям Невенхем Монтегю Орпен KBE, RA, RHA (англ. Sir William Newenham Montague Orpen; 27 ноября 1878, Данлири-Ратдаун — 29 сентября 1931, Лондон) — английский и ирландский художник, один из крупнейших представителей импрессионизма на Британских островах.

## Жизнь и творчество
Родился в Ирландии, в семье адвоката, протестанта по вероисповеданию. Уже в 11-летнем возрасте поступает в дублинскую Школу искусств Метрополитен. В 17 лет уехал в Лондон, где учился в классе Генри Тонкса (вместе со своим другом Огастесом Джоном) в Школе изящных искусств Слейда. Свою первую художественную премию У. Орпен получил в 1899 году за полотно Играем Гамлета.
Сразу по окончании школы Слейда Орпен вступил в Новый английский художественный клуб (NEAC). Его работы этого периода стилистически разнообразны — некоторые из них указывают на влияние фламандской живописи XVII—XVIII веков (например, полотно Утро), другие — Уистлера и Мане. В 1901 году художник женился. В 1902 году он открыл вместе с О. Джоном художественную школу-ателье. Затем до 1914 преподавал в Дублине, в Школе искусств Метрополитен. По рекомендации художника Дж. С. Сарджента Орпен пробовал себя в портретной живописи, в которой затем достиг больших успехов. Со временем У. Орпен стал одним из самых выдающихся портретистов Великобритании 1-й половины XX века. Писал портреты как в традиционной, так и импрессионистской манере.
У. Орпен оказал большое влияние на развитие ирландской живописи в XX столетии (Ирландское Возрождение) (к примеру, его полотна Человек из Арана (The Man from Aran), Восхваление Мане (Hommage to Manet)). В то же время движение за независимость Ирландии (особенно в условиях Первой мировой войны) У. Орпен рассматривал как предательство, и после Пасхального восстания 1916 года он никогда больше не посещал Ирландию. Во время войны Орпен — «военный художник», работал в отделе пропаганды военного министерства. В 1917 году уехал на фронт, во Францию. За свой художественный вклад в победу У. Орпен в 1918 году был посвящён в рыцари, он — рыцарь-командор ордена Британской империи. С 1919 — член Королевской Академии художеств.
В поздний период своего творчества У. Орпен писал множество портретов, в том числе представителей мировой политической элиты: премьер-министров Великобритании Д. Ллойд Джорджа и У. Черчилля, президента США Вудро Вильсона и других. За свою жизнь художник создал более 600 портретов. Писал также пейзажи.

## Галерея

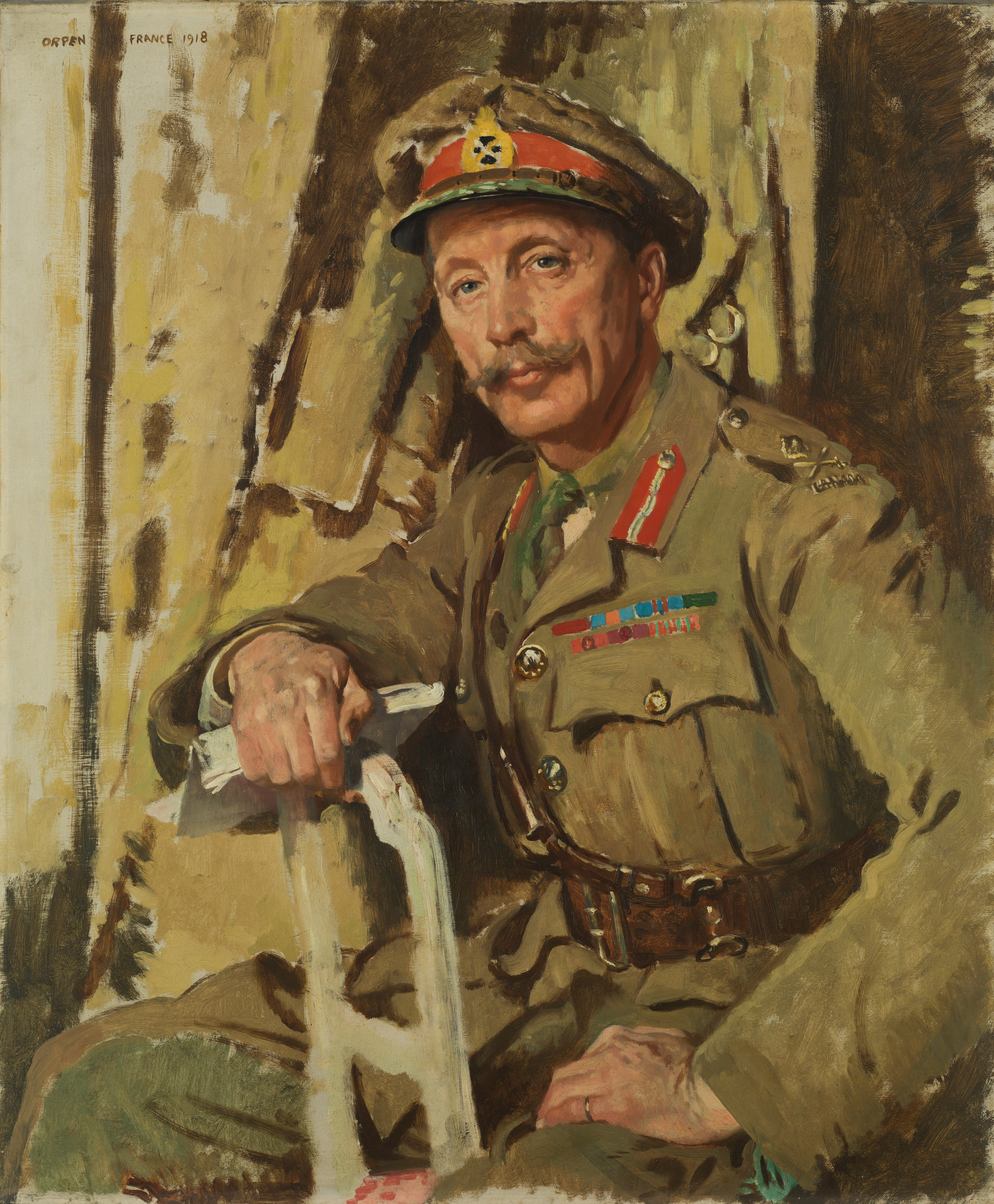
Портрет генерал-майора сэра Дэвида Ватсона
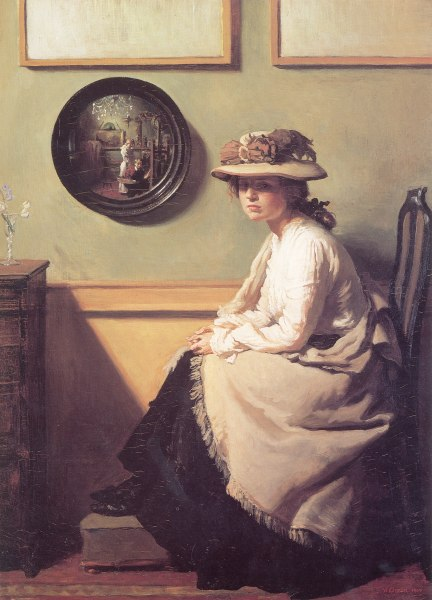
Утро
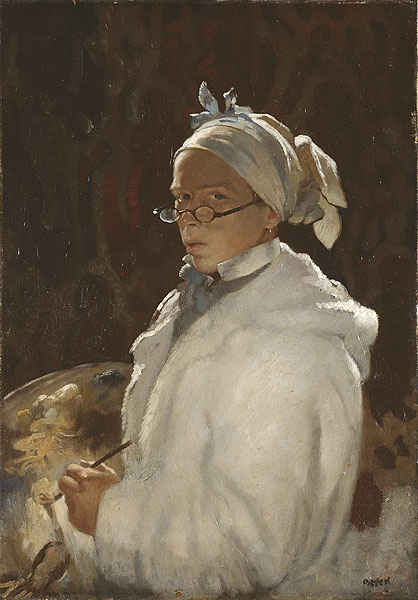
Автопортрет в очках
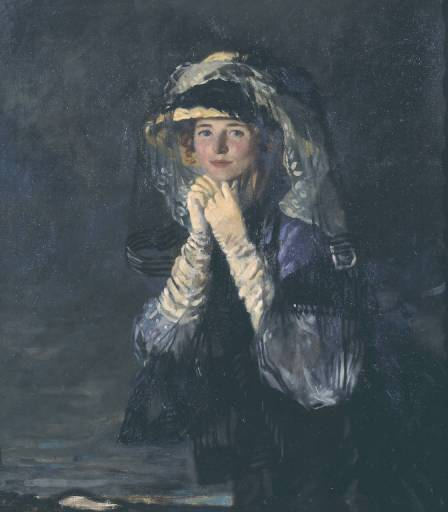
Леди Орпен (Портрет жены)
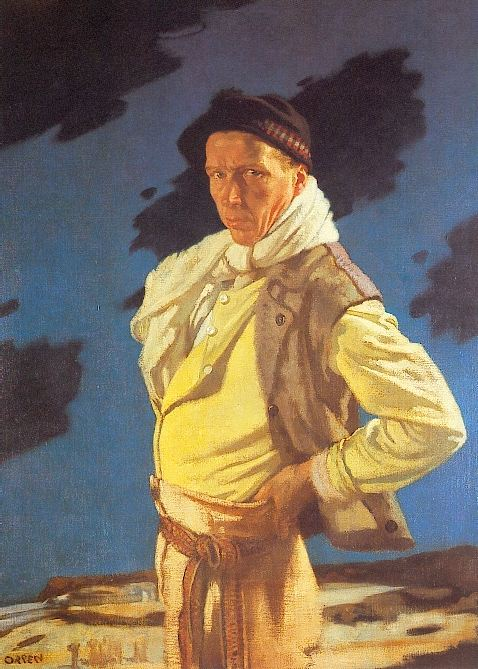
Человек из Арана (1909)